# Kuscheloides edenensis
Kuscheloides edenensis är en insektsart som först beskrevs av William Edward China 1962.  Kuscheloides edenensis ingår i släktet Kuscheloides och familjen Peloridiidae. Inga underarter finns listade i Catalogue of Life.